# تل شهر
تل شهر در شهرستان لامرد، بخش علامرودشت روستای حسین‌آباد و گل خرک واقع شده و این اثر در تاریخ ۲۴ تیر ۱۳۸۲ با شمارهٔ ثبت ۹۲۲۸ به‌عنوان یکی از آثار ملی ایران به ثبت رسیده است.